# Monts Morača
Les monts Morača (Moračke Planine) sont situés au Monténégro, dans les Alpes dinariques.

## Géographie

### Topographie

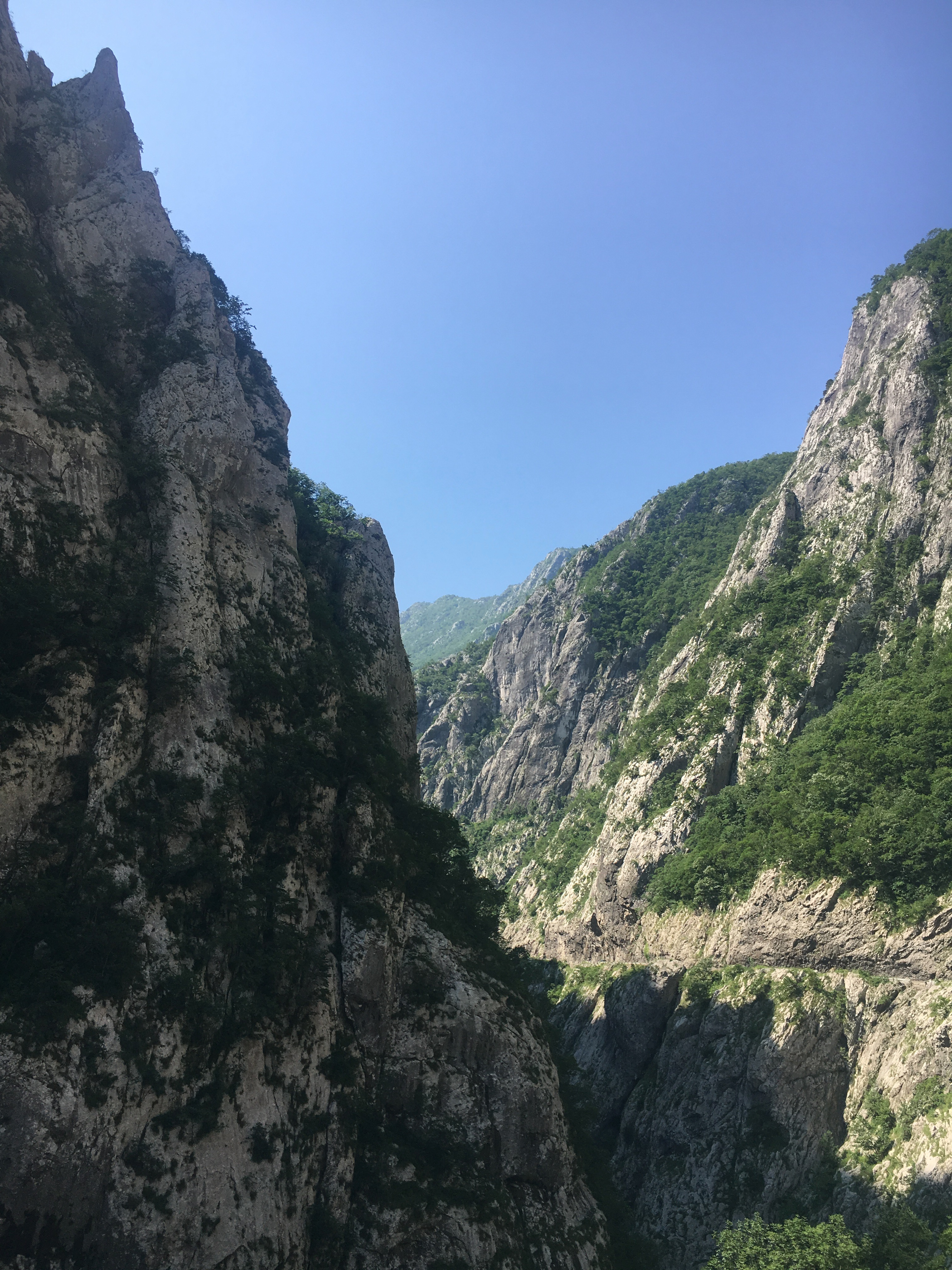
Canyon de la Morača.

Le massif est situé au centre du Monténégro. Il s'étend de l'est au nord-ouest, depuis le canyon de la Tara près de Kolašin jusqu'au col de Vratlo qui le sépare du Sinjajevina, auquel il est parfois rattaché géographiquement. Il culmine au Lastva, le pic principal du Kapa Moracka (2 226 m). Il abrite au nord la source et le canyon de la Morača. Par ailleurs, deux grands lacs glaciaires sont perchés dans les monts Morača : le Kapetanovo Jezero (« lac du capitaine ») et le Brnjicko (Manito) Jezero.
Les pics principaux sont :
- Kapa Moracka (2 226 m)
- Zagradac (2 217 m)
- Gornji Sto (2 167 m)
- Stozac (2 141 m)
- Maganik (2 139 m)
- Stit (2 132 m)
- Veliki Zebalac (2 129 m)
- Lijevno (2 081 m)
- Vojnovac (2 072 m)
- Tali (2 063 m)
- Lukanje Celo (2 049 m)
- Veliki Zurim (2 036 m)
- Budiguz (1 966 m)
- Mali Zurim (1 836 m)
- Donje Vucje (1 506 m)

### Géologie
Les monts Morača sont composés de calcaire.

### Climat
Alors que les versants méridionaux du massif sont sous l'influence du climat méditerranéen, les pentes exposées au nord restent enneigées une plus grande partie de l'année.

## Randonnée
Malgré l'absence de refuge, la pratique de la randonnée est agréable dans le massif, particulièrement de juin à octobre. Il est en effet permis de camper.